# Grigore Horgoș
Grigore Horgoș (n. 1888, Bunești, comitatul Solnoc-Dăbâca – d. 1963, Cluj, regiunea Cluj) a fost un deputat în Marea Adunare Națională de la Alba Iulia, organismul legislativ reprezentativ al „tuturor românilor din Transilvania, Banat și Țara Ungurească”, cel care a adoptat hotărârea privind Unirea Transilvaniei cu România, la 1 decembrie 1918 :p. 87 .

## Biografie
Grigore Horgoș a studiat la Școala de ucenici lăcătuși, îndeplinind meseria de lăcătuș, calitate din care va fi membru activ al Reuniunii Meseriașilor Români din Gherla :p. 168.

## Activitate politică
Ca deputat în Adunarea Națională din 1 decembrie 1918 a fost delegat al Reuniunii Meseriașilor Români din Gherla :p. 168.